# Brian Duffy
Pour les articles homonymes, voir Brian Duffy (homonymie) et Duffy.
Brian Duffy est un astronaute américain né le 20 juin 1953.

## Vols réalisés
- 24 mars 1992 : Atlantis STS-45
- 21 juin 1993 : Endeavour STS-57
- 11 janvier 1996 : Endeavour STS-72
- 11 octobre 2000 : Discovery STS-92